# Episodi di Big Sky (prima stagione)
La prima stagione della serie televisiva Big Sky, composta da 16 episodi, è stata trasmessa in prima visione negli Stati Uniti dal canale ABC dal 17 novembre 2020.
In Italia gli episodi vengono pubblicati settimanalmente sulla piattaforma on demand Disney+ dal 23 febbraio al 2 luglio 2021.
| nº | Titolo originale                      | Titolo italiano                        | Prima TV USA     | Prima TV Italia  |
| -- | ------------------------------------- | -------------------------------------- | ---------------- | ---------------- |
| 1  | Pilot                                 | Rapimento                              | 17 novembre 2020 | 23 febbraio 2021 |
| 2  | Nowhere to Run                        | Nessuna via di fuga                    | 24 novembre 2020 | 23 febbraio 2021 |
| 3  | The Big Rick                          | The Big Rick                           | 1º dicembre 2020 | 26 febbraio 2021 |
| 4  | Unfinished Business                   | Questioni in sospeso                   | 8 dicembre 2020  | 5 marzo 2021     |
| 5  | A Good Day to Die                     | Il giorno giusto per morire            | 15 dicembre 2020 | 12 marzo 2021    |
| 6  | The Wolves Are Always Out for Blood   | I lupi vanno sempre in cerca di sangue | 26 gennaio 2021  | 19 marzo 2021    |
| 7  | I Fall to Pieces                      | Crollo totale                          | 2 febbraio 2021  | 26 marzo 2021    |
| 8  | The End is Near                       | La fine è vicina                       | 9 febbraio 2021  | 2 aprile 2021    |
| 9  | Let It Be Him                         | Fa' che sia lui                        | 16 febbraio 2021 | 9 aprile 2021    |
| 10 | Catastrophic Thinking                 | Pensieri catastrofici                  | 13 aprile 2021   | 25 maggio 2021   |
| 11 | All Kinds of Snakes                   | Scale e serpenti                       | 13 aprile 2021   | 28 maggio 2021   |
| 12 | No Better Than Dogs                   | Non siamo migliori dei cani            | 20 aprile 2021   | 4 giugno 2021    |
| 13 | White Lion                            | Il leone bianco                        | 27 aprile 2021   | 11 giugno 2021   |
| 14 | Nice Animals                          | Animali carini                         | 4 maggio 2021    | 18 giugno 2021   |
| 15 | Bitter Roots                          | Radici velenose                        | 11 maggio 2021   | 25 giugno 2021   |
| 16 | Love is a Strange and Dangerous Thing | L'amore è una cosa strana e pericolosa | 18 maggio 2021   | 2 luglio 2021    |

## Rapimento
- Titolo originale: Pilot
- Diretto da: Paul McGuigan

### Trama
Ronald Pergman, un camionista di 38 anni non sposato, rapisce Jerrie, una prostituta che incontra in una stazione di servizio per camionisti. Più tardi, mentre guida in autostrada, incontra anche due giovani sorelle, Danielle e Grace Sullivan, decidendo di rapire anche loro dopo che la loro macchina si è guastata. Il fidanzato di Danielle, Justin, contatta i suoi genitori, gli ex poliziotti Cody e Jenny Hoyt. Cody, un investigatore privato, chiede con riluttanza alla sua ex moglie Jenny di aiutarla anche se lei e la sua socia in affari Cassie Dewell si disprezzano a vicenda. Cody contatta anche Rick Legarski, un poliziotto dello Stato del Montana che lo informa che molte altre giovani donne sono scomparse lungo lo stesso tratto di autostrada negli ultimi anni. Danielle e Grace tentano di scappare, ma Ronald le sopraffà e le rinchiude, insieme a Jerrie, in un vecchio container in un luogo sconosciuto. La mattina dopo Cody si incontra con Rick per iniziare le indagini e durante il loro colloquio, il detective privato suggerisce che dietro le sparizioni potrebbe esserci un camionista a lungo raggio. I due hanno in programma di andare in una particolare Chiesa per controllare la presenza del camionista, ma dopo essere saliti sul pick-up di Cody, Rick tira fuori una pistola e spara a Cody in testa uccidendolo. Ci viene così rivelato che Rick è complice di Ronald.

## Nessuna via di fuga
- Titolo originale: Nowhere to Run
- Titolo italiano: Nessuna via di fuga
- Diretto da : Paul McGuigan

## The Big Rick
- Titolo originale: The Big Rick
- Titolo italiano: The Big Rick
- Diretto da: Gwyneth Horder-Payton

## Questioni in sospeso
- Titolo originale: Unfinished Business
- Titolo italiano: Questioni in sospeso
- Diretto da: Tasha Smith

## Il giorno giusto per morire
- Titolo originale: A Good Day to Die
- Titolo italiano: Il giorno giusto per morire
- Diretto da: Jennifer Lynch